# Venus Awards
Il Venus Award è un premio dell'industria cinematografica per adulti presentato ogni anno a Berlino dal 1997 nell'ambito del Venus Berlin, un festival internazionale dell'erotismo.Tra il 2005 e il 2009, invece, è stato sostituito dagli Eroticline Awards mentre nel 2020 e 2021 il concorso non si è tenuto a causa della pandemia del Covid.
Con oltre più di 30 premi e spettacoli dal vivo, i Venus Awards son unici nel settore in quanto registi, attori e titoli dello stesso paese competono tra di loro per i premi, pur rimanendo tutti in gara per il premio nella categoria "europea" ed "internazionale".   La fiera è un grande fenomeno attrattivo con presenza di circa 30.000 persone ogni anno.

## Riconoscimenti

### 1997 Venus Awards
- Top Seller (USA) - Dragon Lady[5]
- Top Seller (Europe) - Private Stories[5]
- Best Film (USA) - Clockwork Orgy[5]
- Best Film (Europe) - Le Prix dela Luxure[5]
- Best Director (USA) - Max Hardcore[5]
- Best Director (Europe) - Mario Salieri[5]
- Best Actor (USA) - Valentino[5]
- Best Actor (Europe) - Rocco Siffredi[5]
- Best Actress (USA) - Rebecca Wild[5]
- Best Actress (Europe) - Sarah Young[5]
- Top Seller (Gay) - Club Paradise[5]
- Best Director (Gay) - Jean-Daniel Cadinot[5]
- Best Film (Gay) - Anchor Hotel[5]
- Top Seller (Germany) - Lydia P[5]
- Best Film (Germany) - Top Mission[5]
- Best Camera (Germany) - Lars Gordon[5]
- Best Series Director (Germany) - Harry S. Morgan[5]
- Best Director (Germany) - Dino Baumberger[5]
- Best Actor (Germany) - Steve Vincent[5]
- Best Actress (Germany) - Kelly Trump[5]
- Special Venus for Outstanding Input (Male) - Jean Pierre Armand[5]
- Special Venus for Outstanding Input (Female) - Dolly Buster[5]
- Special Venus for Lifetime Achievements - Beate Uhse[5]

### 1998 Venus Awards
- Best Film - Baron of Darkness[6]
- Best Director - Michael Ninn[6]
- Best Actor - Conny Dax[6]
- Best Actress - Tania Russof[6]
- Best Newcomer, Male - Titus[6]
- Best Newcomer, Female - Donna Vargas[6]
- Best Camera - Kaito[6]
- Best Series Director - Paul Rusch[6]
- Best Video Series - Dolly Buster[6]
- Gay Best Film - Island Guardian[6]
- Gay Best Actor - York Powers[6]
- Best Artwork Cover - Bezaubernde Jeannie[6]
- Best Soft Video - Helen Meets Monique[6]
- Best Magazine - Pirate[6]
- Best Photographer - James Baes[6]
- Best Soft Magazine - Penthouse[6]
- Best TV Magazine - Peep[6]
- Best TV Erotic Report - Dark Angel[6]
- Venus Erotic Design Award - Schwarze Mode[6]
- Venus Fetish Award - Peter W. Czernich[6]
- Venus Erotic Innovation Award - Private Media Group[6]
- Special Venus For Outstanding Input (male) - Gabriel Pontello[6]
- Special Venus For Outstanding Input (female) - Babette Blue[6]
- Special Venus For Lifetime Achievements - Hans Moser[6]
- Venus '98 Sonderpreis - Princess Chantal Chevalier[6]

### 1999 Venus Awards
- Best Actress (Germany) - Kelly Trump[7]
- Starlet of the Year - Wanda Curtis[8]
- Best Film (International) - Sex Shot[senza fonte]

### 2000 Venus Awards
- Best Film - The Net[9]
- Best American Film - Nothing to Hide 3 & 4[9]
- Best Gay Film - Dschungel-Boys[9]
- Best Actor (German) -  Titus Steel[9]
- Best Actor (European) - Rocco Siffredi[9]
- Best Actress (European) - Betina Campbell[9]
- Best Actress (German) - Gina Wild[9]
- Best American Actress - Tina Cheri[10]
- Best Gay Actor (German) - Hal Hart[9]
- Best Starlet (German) -  Julia Taylor[9]
- Best Video Series - Excuse Me[9]
- Best Television Erotica - PEEP![9]
- Best Director (German) - Nils Molitor[9]
- Best Softcore Video - Tips und Tricks einer Erotik-Queen[9]
- Best Cover - Nikita X[9]
- Country Award: France - Marc Dorcel[9]
- Country Award: Scandinavia - Max's[9]
- Country Award: Benelux - Helen Duval[9]
- Best Photography - Guido Thomasi[senza fonte]
- Best Internet Presence - Beate Uhse AG[7]
- Lifetime Achievement Award - Dolly Buster[7]

### 2001 Venus Awards
- Best Actress (USA) - Bridgette Kerkove[11]
- Best Director (USA) - Pierre Woodman[11]
- Best Movie (USA) - Les Vampyres (Metro Studios)[11]
- Best Company in America - Leisure Time Entertainment[11]
- Best European Actor - Toni Ribas[11]
- Best European Actress - Monique Covét[11]
- Innovation of the Year - Berth Milton (Private Media Group)[11]
- Country Award (Spain) - Girls of Private[11]
- Country Award (France) - Marc Dorcel[11]
- Country Award (Italy) - Mario Salieri[11]
- Country Award (Scandinavia) - Beate Uhse Max's Film AB[11]
- Best European Movie - Divina[11]
- Best German Starlet - Tara Young[11]
- Best German Starlet (Male) - Sachsen Paule[11]
- Best German Actress - Kelly Trump[11]
- Best German Actor - Zenza Raggi[11]
- Best German Director - Harry S. Morgan[11]
- Best German Movie - Matressen[11]
- German Company of the Year - MMV[11]
- Best Video Series in Germany - XXL[11]
- Best Cover - German Beauty[11]
- Best Soft Video - Die Teufelsinsel[11]
- Best Erotic Photographer (Germany) - Uwe Kempen[11]
- Newcomer Company of the Year (Germany) - Inflagranti[11]
- Best German Gay Actor - Antoine Mallet[11]
- Best German Gay Movie - C'est la vie[11]
- Best DVD Product - U-Bahn Girls[11]
- Venus Honorary Award - Teresa Orlowski[11]
- Lifetime Achievement Award - Dirk Rothermund[11]
- Best Web Design - www.dolly-buster.com[11]
- Best Web Content - www.beate-uhse.de[11]
- Internet Innovation (Presentation) - www.pelladytower.com[11]

### 2002 Venus Awards
- Best DVD Product (Germany) - U-Bahn Girls II (Videorama)[12]
- Best DVD Authoring (Germany) - New Media Group Enterprises (Goldlight)[12]
- Best Cum-Shot Scene (Germany) - Betty Extrem - GGG - (VPS)[12]
- Best Video Series (Germany) - Boulevard - (DBM)[12]
- Best Video Series (Germany) - Excuse Me - (Videorama)[12]
- Best Video Series (Germany) - Golden Series - (Tabu)[12]
- Best Soft Film (Germany) - Manche mögen's heiß - (J.Mutzenbacher/Trimax)[12]
- Best Soft Film (Germany) - Venus Girls - (VNM)[12]
- Best Soft Series (Germany) - Better Sex Line - (Orion)[12]
- Best Soft Series (Germany) - Cover Girls - (VNM)[12]
- Best Cover (Germany) - Crossroads - (Videorama)[12]
- Best Product Campaign (Germany) - Gladiator - (Private Media Group)[12]
- Best Product Campaign (Germany) - Mandy Mystery Line - (Orion)[12]
- Best Director (Germany) - Nils Molitor[12]
- Best Director (Germany) - Horst Billian[12]
- Best Director (Germany) - Ferdi Hillmann[12]
- Best Film (Germany) - Faust - (Goldlight)[12]
- Best Film (Germany) - Hart & Herzlich - (Videorama)[12]
- Best Film (Germany) - Sexhexen - (MMV)[12]
- Best New Actress (Germany) - Kyra[12]
- Best New Actress (Germany) - Tyra Misoux[12]
- Best New Actress (Germany) - CoCo Brown[12]
- Best New Company (Europe) - Hustler Germany[12]
- Special Award (Eastern Europe) - Kovi[12]
- Special Award (Scandinavia) - Max's Sweden[12]
- Special Award (France) - Marc Dorcel[12]
- Best Movie (Europe) - Gladiator - (Private Media Group)[12]
- Best Movie (Europe) - Faust - (Goldlight)[12]
- Best Director (Europe) - Mario Salieri[12]
- Best Director (Europe) - Antonio Adamo[12]
- Best Actor (Europe) - Toni Ribas[12]
- Best Actress (Eastern Europe) - Monique Covét[12]
- Best Actress (Eastern Europe) - Rita Faltoyano[12]
- Best Gay Film - Russian Village Boys - (Man's Best)[12]
- Best Gay Director - Jean-Daniel Cadinot[12]
- Best Actress (USA) - Tera Patrick[12]
- Best Actress (USA) - Jodie Moore[12]
- Best Movie (USA) - Perfect - (Private Media Group)[12]
- Best Movie (USA) - Taboo 2001 - (Touch Video)[12]
- Best Director (USA) - Andrew Blake[12]
- Best Director (USA) - Pierre Woodman[12]
- Best Video Series (International) - Barely Legal - (Hustler Video)[12]
- Best Internet Presentation - www.privatespeed.com[12]
- Product Innovation Bio Glide - Joydivision[12]
- Innovation of the Year - Private-PDA[12]
- Innovation of the Year - ErotikCinema.de (Musketier)[12]
- Company of the Year (Germany) - Goldlight[12]
- Company of the Year (Germany) - MMV[12]
- Company of the Year (Germany) - Videorama[12]
- Best Actor (Germany) - Horst Baron[12]
- Best Actor (Germany) - Titus[12]
- Best Actor (Germany) - Claudio Meloni[12]
- Best Actress (Germany) - Isabel Golden[12]
- Best Actress (Germany) - Anja Juliette Laval[12]
- Best Actress (Germany) - Mandy Mystery[12]
- Lifetime Achievement Award (Germany) - Moli[12]

### 2003 Venus Awards
- Best Actor (Europe) - Rocco Siffredi[13][14]
- Best Actress (Hungary) - Michelle Wild[13][14]
- Best Actress (Europe) - Julia Taylor[13][14]
- Best Soft Movie Germany - Fesselnde Knotenkunst Aus Fernost (Orion)[13]
- Best Film - Benelux Wasteland (Bizarre Spielchen/Magmafilm)[13]
- Best Film (Spain) - The Fetish Garden[13][14]
- Best Film (France) - Melanie (La Jouisseuse/VMD)[13]
- Best Film (Scandinavia) - Pink Prison[13][14]
- Best Film (USA) - Space Nuts (Wicked Pictures)[13]
- Best Film (Hungary) - The Garden of Seduction[13]
- Best Film (Italy) - La Dolce Vita[13]
- Best Film (Germany) - Die 8.Sünde (The 8th Sin - Magmafilm)[13]
- Best Film (Europe) - Cleopatra[13][14]
- Best Video Series (International) - Balls Deep (Anabolic)[13]
- Best Video Series (Germany) - Black Hammer (VNM By VPS)[13]
- Best Gay Movie (International) - French Erection (Ikarus Film)[13]
- Best Erotic PC Game - Casablanca 1942 (Red Fire Software/VPS)[13]
- Best Erotic Stage Show - Tammy's Erotic Show[13]
- Best Cover (Germany) - Fesselnde Knotenkunst Aus Fernost (Orion)[13]
- Best Director (France) - Alain Payet[13]
- Best Director (Italy) - Mario Salieri[13]
- Best Gay Director (International) - Jean-Daniel Cadinot[senza fonte]
- Best Erotic Magazine (Germany) - Coupe[13]
- Best Internet Presence - pelladytower.com[13]
- Best Erotic Idea - Poppp-Stars/Beate Uhse[13]
- Best DVD Product (Germany) - Triebige Swinger[13]
- Best DVD Product (Europe) - La Dolce Vita[13]
- Distribution Company Of The Year Germany - Orion[13]
- Company of the Year - MMV (Multi Media Verlag)[13]
- Innovation of the Year - Dolly Buster at Vodafone-live[13]
- Special Product Award - Nature Skin Toys/Orion[13]
- Special Jury Awards - Marc Anthony (Private), www.private.com[13] & Dolly Buster[13][14]
- Special Honorary Awards - Gerd Wasmund (alias Mike Hunter)[13] & Harry S. Morgan[senza fonte]
- Best New Starlet (USA) - Sunrise Adams (Vivid)[13]
- Best Actor (USA) - Lexington Steele (VNM)[13]
- Best New Starlet (Hungary) - Maya Gold (Luxx Video)[13]
- Best Director (Hungary) - Don Sigfredo (DBM)[13]
- Best Director (Scandinavia) - Nike Beck (Tabu)[13]
- Best Actress (Scandinavia) - Tanya Hansen (Tabu)[13]
- Best New Starlet (Europe) - Laura Angel[13]
- Best Actress (France) - Mélanie Coste (VMD)[13]
- Best New Starlet (Germany) - Sharon Da Vale (Inflagranti)[13]
- Best Director (Germany) - Nils Molitor (Magmafilm)[13]
- Best Director (Europe) - Kovi (Luxx Video)[13]
- Best Actor (Germany) - Conny Dax (Magmafilm)[13]
- Best Actress (Germany) - Denise La Bouche (MMV)[13]

### 2004 Venus Awards
- Best Cover (Germany) - Der Club des anspruchsvollen Herrn (Videorama)[15]
- Best Newcomer Label (Germany) - Bad Ass (Playhouse)[15]
- Best Newcomer Company (Germany) - EVS[15]
- Best Gay Director (International) - Marcel Bruckmann[15]
- Best Gay Movie (International) - Sex Around the Clock (S.E.V.P.)[15]
- Print Reports Italy, UK and Germany (Jury-Award) - Hot News/ETO/Medien E-Line[15]
- Special Product Campaign Germany (Jury-Award) - Testosteron Power-Pack No.1 (No Limit)[15]
- Special Marketing Campaign Germany (Jury-Award) - www.missbusty.de (VNM)[15]
- Special Video Production (Jury-Award) - German Goo Girls (John Thompson Productions)[15]
- Special Video Series (Jury-Award) - Arschparade (MMV)[15]
- TOP Erotic TV Show (Jury-Award) - Lust Pur Mit Conny Dax (Beate Uhse TV)[15]
- Special Internet Site (Jury-Award) - www.ueber18.de[15]
- Special Eastern Europe Award (Jury-Award) - Ference Hopka[15]
- Special German Company (Jury-Award) - Muschi Video[15]
- Successful Video Series Germany (Jury-Award) - Mutzenbacher (Herzog Video)[15]
- Best DVD Product (Germany) - Millionaire (Private Media Group)[15]
- Best Camera (Germany) - Nils Molitor[15]
- Best Video Series (Germany) - H D S S S G (DBM)[15]
- Best Soft Movie (Germany) - Bettenwechsel in Dänemark (Orion Versand)[15]
- Best Actress (Hungary) - Nikky Blond[15]
- Best Gonzo Movie/Series (International) - Apprentass (Playhouse)[15]
- Best B2C Website (International) - www.FunDorado.com  (Orion Versand)[15]
- Best Internet Presence (International) - www.DejanProduction.de[15]
- Best Director (Italy) - Mario Salieri - Penocchio (Goldlight)[15]
- Best New Starlet Female (France) - Priscila Sol[15]
- Special Award Benelux (Jury-Award) - SEXY (Shots Video)[15]
- Best Company Spain (Jury-Award) - IFG[15]
- Special Europe Video Series (Jury-Award) - Anabolic (Anabolic Video)[15]
- International Actress (Jury-Award) - Katja Kassin[15]
- Best Movie (USA) - Compulsion (Elegant Angel)[15]
- Best Director (USA) - Robby D. - Jack's Playground (Digital Playground)[15]
- Best Movie (France) - Parfum du Desir (Video Marc Dorcel)[15]
- Best Movie (Italy) - Life (Pink O)[15]
- Best New Starlet Female (Europe) - Cristina Bella[15]
- Best Actor (Europe) - Nacho Vidal[15]
- Best Video Series (Europe) - Rocco's Sexy Girls (MMV)[15]
- Best Website (Germany) - www.dolly-buster.de (DBM)[15]
- Distribution Company of the Year (Germany) - VPS Film-Entertainment[15]
- Best Director (Germany) - Harry S. Morgan[15]
- Best Actor (Germany) - Markus Waxenegger[15]
- Best New Starlet Female (Germany) - Janine LaTeen[15]
- Best New Starlet Female (Germany) - Vivian Schmitt[15]
- Top Toy Product Line (Jury-Award) - Silvia Saint Toy Line (Orion)[15]
- A.o.P. (Jury-Award) - Steve Holmes[15]
- Successful Video Series Europe (Jury-Award) - Lexington (VNM)[15]
- Best Actress (USA) - Jesse Jane[15]
- Company of the Year (Germany) - Mulit Media Verlag[15]
- Best Movie (Germany) - Penocchio (Goldlight)[15]
- Best Actress (Germany) - Tyra Misoux[15]
- Best Movie (Europe) - Millionaire (Private Media Group)[15]
- Best Director (Europe) - Kovi[15]
- Best Actress (Europe) - Katsuni[15]
- Special Actress (Jury-Award) - Monique Covét[15]
- Honorary Award (International) - Berth Milton[15]

### 2010 Venus Awards
- Best Magazine (Germany) - Happy Weekend[16]
- Best Erotic Retail Store (Germany) - Ego Erotikfachmarkt[16]
- Best Redlight Portal (Germany) - Berlinintim.de[16]
- Best European Erotic Online Offer (Europe) - MoMo-net.com[16]
- Best Web Innovation (International) - Amateurflatrate.com (DBM)[16]
- Best Adult TV Channel (Germany) - Hustler TV Deutschland[16]
- Best VoD Offer (Germany) - Erotic Lounge[16]
- Best Webcam Girl (International) - Gina (goldmodels.de/livestrip.com)[16]
- Best Director (International) - Allegro Swing[16]
- Best Newcomer Company (International) - Parliament/CZ[16]
- Best Manga Series (International) - Trimax[16]
- Best Video Series (Germany) - Magma Swing (Magmafilm)[16]
- Best Newcomer (Europe) - Vittoria Risi[16]
- Best Actress (Europe) - Roberta Gemma[16]
- Erotic Fetish Lifestyle Magazine - PO Magazin[16]
- Best Mobile Entertainment Company - Pinksim! (Pink Adventure AG)[16]
- Feature Movie with Celebrity Star (Special Jury Award) - Cindy in Heat (Paradise)[16]
- Best Online Distribution System (Germany) - Partnercash[16]
- Best Internet Portal (Germany) - Fundorado.de[16]
- Best Website Amateur (Germany) - MyDirtyHobby.com[16]
- Best Movie (Germany) - Die Viper (Goldlight)[16]
- Best Movie (Europe) - Lethal Body (ATV Group)[16]
- Special Jury Award - Sofia Gucci[16]
- Best Video Series (Europe) - Russian Institute (Marc Dorcel)[16]
- Best Video Series (International) - Titus on Tour (Erotic Planet)[16]
- Best Amateur Actress (Germany) - Sexy Cora[16]
- Best Newcomer (International) - Jade Laroche[16]
- Best Actress (International) - Kayden Kross[16]
- Best Toy Series (International) - Sexy Cora Toys (Orion)[16]
- Best VoD Offer (Europe) - DORCEL TVoD and SVoD platform[16]
- Best HD Offer (International) - Erotic Lounge[16]
- Fair Management (Special Jury Award) - X-Show Moskau[16]
- Internet Business (Special Jury Award) - EUROWEBTAINMENT (Gunnar Steger)[16]
- Innovation Mobile (Special Jury Award) - My Dirty Mobile.de[16]
- Best VoD Offer (International) - Sapphire Media International B.V.[16]
- Best Adult TV Channel (Europe) - Dorcel TV[16]
- Best Adult TV Channel (International) - Hustler TV[16]
- Video Provider of the Year (Germany) - EROTIC PLANET[16]
- Best Movie (International) - Body Heat (Digital Playground)[16]
- Best Actress (Germany) - Vivian Schmitt[16]
- Best HD TV Channel - Penthouse HD[16]
- European Film and Video Cooperation (Special Jury Award) - GOLDLIGHT[16]
- Movie and Film (Special Jury Award) -  This Ain't Avatar XXX (Hustler Video)[16]
- Movie-Internet Innovation (Special Jury Award) - Saboom (Partnercash)[16]
- Company of the Year - Penthouse[16]
- Movie Innovation of the Year - Dorcel 3D (Marc Dorcel)[16]
- Business Woman of the Year - Nicole Kleinhenz[16]

### 2011 Venus Awards
- Best Erotic Mobile Application - Bleepersex[17]
- Best Erotic Designer - Adult Profi[17]
- Special Erotic Performer - Pussykate[17]
- Best DVD Online Erotic Store/Blu-ray - dvderotik.com[17]
- Best Payment System - www.payment-network.com[17]
- Best Director - Ettore Buchi[17]
- Most Innovative Amateur Projects - Aische Pervers[17]
- Best New Erotic Affiliate Program - www.immocash.de[17]
- Best New Amateur DVD Series - MyDirtyHobby[17]
- Best Adult TV Channel - Hustler TV Germany[17]
- Best Fetish Website - www.clips4sale.com[17]
- Best Website Commercial - www.fundorado.com[17]
- Best VoD Offer - Sapphire Media International B.V.[17]
- Best Erotic Lifestyle Magazine - Penthouse Germany[17]
- Best Newcomer Actress - Anna Polina[17]
- Best Male Actor - Pornofighter Long John[17]
- Best Newcomer Amateur Girl - Sweet-Selina[17]
- Best Redlight Portal - www.berlinintim.de[17]
- Best Mobile Website - www.clipmobile.de[17]
- Best Toy Series International - Love to Love by Lovely Planet[17]
- Best Feature Movie - 007 Golden Ass (Paradise Film Entertainment)[17]
- Best Adult Trade Magazine - Sign EUROPE[17]
- Best Erotic Entertainment Duo - Maria Mia & Sharon da Vale[17]
- Best HD Channel - Hustler TV[17]
- Best Amateur DVD Series - Sexy Cora Amateurstars[17]
- Best New Adult Company - Magik View Entertainment[17]
- Best Erotic Affiliate Program - www.partnercash.com[17]
- Outstanding Acting Progress - Lena Nitro[17]
- Best Erotic TV Format - Babestand Productions[17]
- Most Ambitious High-End Productions - Mission Ass Possible/Smuggling Sexpedition (Private Media Group)[17]
- Best Amateur Girl - Lea4You[17]
- Best Design Innovation - Je Joue[17]
- Best VoD Offer - www.erotic-lounge.com[17]
- Best Innovation Internet - Saboom.com[17]
- Best Website Amateur - MyDirtyHobby.com[17]
- Best Female Actress - Roberta Gemma[17]
- International Successful Video Company - Goldlight[17]
- Best Adult TV Channel - Hustler TV[17]
- Best TV Presentation by Erotic Star - Stella Styles[17]
- Best Video Series - Soulbrettes Services (Marc Dorcel)[17]
- Business Woman of the Year - Kelly Holland[17]
- Best Blockbuster of the Year - Mission Ass Possible (Private Media Group)[17]

### 2012 Venus Awards
- Best Actor - Markus Waxxenegger[18]
- Best Newcomer (female) - Xania Wet[18]
- Best Actress - Lena Nitro[18]
- Best Director - John Thompson[18]
- Best Amateur Girl - Aische Pervers[18]
- Best Amateur Website - Julia Herz[18]
- Best Innovation - Pornogutschein.com[18]
- Best Internet Site - Fundorado.de[18]
- Best Toy Series - FunFactory[18]
- Best Dessous/Fashion Series - Hustler Apparel[18]
- Best Film - Starportrait Maria Mia & Sharon da Vale[18]
- Best Print Magazine - Penthouse[18]
- Best Erotic TV Channel - Babestation24.de[18]
- Best BDSM Model - Yvette Costeau[18]
- Lifetime Achievement (female) - Biggi Bardot[18]
- Erotic TV Format - Visit.X.TV[18]
- All Over Internet - Erovous[18]
- New Webstar Of The Year - Sweet-Sophie[18]
- Featured Film for Goodbye Marilyn (Actress) - Julie Hunter[18]
- Featured Film for Goodbye Marilyn (Actor) - Markus Waxxenegger[18]
- Featured Film for Goodbye Marilyn (Director) - Allegro Swing[18]
- Performance in all Areas of the German Adult Industry - Pornfighter Long John[18]
- Crossover Star - Roberta Gemma[18]
- Erotic Model of the Year - Micaela Schaefer[18]
- Lifetime Achievement (male) - Ron Jeremy[18]

### 2013 Venus Awards
- Best Actress - Lena Nitro[19]
- Best Actress International - Christy Mack[19]
- Best TV-Act - Julie Hunter[19]
- Best Female Newcomer - Lexy Roxx[19]
- Best Actor - Chris Hilton[19]
- Best Label - Magmafilm[19]
- Best Director - Tim Grenzwert[19]
- Best Movie - Oktober Sexfest (Private Media Group)[19]
- Best Producer - Wolfgang Embacher[19]
- Best MILF - Sexy Susi[19]
- Best Amateurgirl - Aische Pervers[19]
- Best Webpage - FunDorado.com[19]
- Best Erotic-Community - Joyclub.de[19]
- Best Gonzo Label - Cruel Media[19]
- Best Erotic-Guide - BERLINintim/BERLINintim-Club[19]
- Best New Product - Penomet[19]
- Best Live Cam Site International - LiveJasmin[19]
- Best Licensed Toy Collection - Penthouse Pet Cyberskin Collection[19]
- Best Magazine - Penthouse[19]
- Best New Channel Launch - Penthouse Black[19]
- Best Toy Design - OVO[19]
- Best Innovation - Chathouse 3D thriXXX[19]
- Best New Toyline - Mystim[19]
- Jury Award - Pipedream[19]
- Jury Award - Aileen Taylor[19]
- Jury Award - Manuel Stallion[19]
- Jury Award - Texas Patti[19]

### 2014 Venus Awards
- Best E-Stim Toyline - Mystim[20]
- Best Website - Fundorado.de[20]
- Best Amateur Community - Big7.de[20]
- Best Innovation - Spankrags[20]
- Best Erotic Offer - Erotic Lounge[20]
- Bestselling New Toyline - Mystim[20]
- Best Producer - John Thompson[20]
- Best Film - Rollergirl[20]
- Best Fetish - Zonah[20]
- Best MILF - Lilly Ladina[20]
- Best Actor - Jean Pallett[20]
- Best Live Performance Female - Kitty Core[20]
- Best Amateur Girl - RoxxyX[20]
- Best Newcomer - Natalie Hot[20]
- Best Actress National - Julie Hunter[20]
- Best Actress International - Bonnie Rotten[20]
- Best Asian Performer - PussyKat[20]
- Best Newcomer Label - Chris Hilton Entertainment[20]
- Jury-Award: Best Series Hard and Soft - CamGirlFarm[20]
- Jury-Award: Best German Pay Per View Offer - Blue Movie[20]
- Jury-Award: Best Penis Pump - Penomet (UPL Distribution GmbH)[20]
- Jury-Award: Best Porn Career - Salma de Nora[20]
- Jury-Award: Best Marketing Campaign - "Full on Love" (FunFactory)[20]
- Jury-Award: Best Cross-Media Entertainment - Fundorado.tv[20]
- Jury-Award: Best Erotic Model - Micaela Schaefer[20]
- Jury-Award: Lifetime Achievement - Jesse Jane[20]
- Jury-Award: Shootingstar - Julia Pink[20]
- Jury-Award: Best TV Report - René on Tour (USA Special/Die René Schwuchow Show)[20]
- Jury-Award: Best Interactive Product - Penthouse Cyberskin Reality Girls[20]

### 2015 Venus Awards
- Best Manufacturer - Mystim[21]
- Best Website - Fundorado.com[21]
- Best Amateur Community - Big7[21]
- Best Director - Tim Grenzwert[21]
- Best Sexparty - Erlebniswohnung[21]
- Best Video-on-Demand Portal - erotic-lounge.com[21]
- Best E-Stim Line - Mystim[21]
- Most Innovative Toy (Jury Award) - Topco Sales Twerking Butt[21]
- Best Series Soft and Hard (Jury Award) - Barcelona Heat & London Love Affairs (Beate-Uhse.TV/Blue Movie/Private)[21]
- Gang Bang Queen (Jury Award) - Samy Saint[21]
- Best Network of Paysites (Jury Award) - PornDoe Premium[21]
- Best Porn Couple (Jury Award) - Mick Blue & Anikka Albrite[21]
- Innovative Product (Jury Award) - Erotische-Hypnose.com[21]
- Best Erotic Actress International (Jury Award) - Anike Ekina[21][22][23]
- Best European Erotic Magazine (Jury Award) - Penthouse[21]
- Best Pornstar (Jury Award) - Lullu Gun[21]
- Best Series Moderation - Paula Rowe (Rowe – Sextipps vom Profi)[21]
- Best Amateur Girl - Nina Devil[21]
- Best MILF - Julia Pink[21]
- Best Fetish Actor - Cobie[21]
- Best Actor - Diether von Stein[21]
- Best Webcamgirl - Meli Deluxe[21]
- Best New Actress - Natalie Hot[21]
- Fan Award - Kitty Monroe[21]
- Best Actress - Texas Patti[21]

### 2017 Venus Awards
- Best online VoD platform - Beate Uhse Movie[24]
- Best VR site - Realitylovers.com[24]
- Best series - Erotic Lounge Edition[24]
- Best international label - Private[24]
- Best Manufacturer 2017 - Mystim[24]
- Best Network of Paysites (Jury Award) - PornDoe Premium[24]
- Best VR Actor (Jury Award) - Patty Michova[24]
- Best German production soft / hard (Jury award) - Sexpension Hüttenzauber[24]
- Most Innovative Influencer Platform (Jury Award) - FANCentro[24]
- Best domina studio Germany - Domina Studio & VIP Lounge Elegance[24]
- Best BDSM Production - Badtime Stories, Smorlow[24]
- Best newcomer porn film production - MariskaX[24]
- Best cameraman - Ronny Rosetti[24]
- Best domina studio in Europe - Casa Casal[24]
- Best Actor - Jason Steel[24]
- Best senior actor - Big George[24]
- Best MILF - Dirty Tina[24]
- Best webcam girl - RoxxyX[24]
- Best actress - Anny Aurora[24]
- Best Actress in Europe - Lena Nitro[24]
- Best Actress International - Texas Patti[24]

### 2018 Venus Awards
- Best amateur girl - Lucy Cat[25]
- Best Milf International - Texas Patti[25]
- Best Actress - Little Caprice[25]
- Best Virtual Reality Actress - Texas Patti[25]
- Best international show girl - Pussykat[25]
- Best shooting star 2018 - Vika Viktoria[25]
- Best Actress in South America - Luna Corazon[25]
- Best Actor - Marcello Bravo[25]
- Lifetime Achievement - Stormy Daniels[25]
- Best Adult Coin - Proncoin[25]
- Best New Website - Erotik.com[25]
- Best live cam community - Visit-X.net[25]
- Best OTT offer in Germany - Sky Q: The 18+ app[25]
- Best Virtual Reality website - RealityLovers.com[25]
- Best VOD portal - Erotic-lounge.com[25]
- Best international series - "XConfessions" by Erika Lust[25]
- Best amateur community - MyDirtyHobby[25]
- Best production company - Big George Production[25]
- Best Dominastudio Europe - bizarre paradise[25]
- Best TV series soft (Jury Award) - Sexy Alm 1 to 4[25]
- Best Manufacturer 2018 (Jury Award) - Mystim[25]
- Best Retailer Germany 2018 (Jury Award) - 18+ GmbH[25]
- Best Newcomer Marketing & Management Agency (Jury Award) - Pornagent[25]
- Best innovative product (Jury award) - BANGJUICE[25]

### 2019 Venus Awards
- Best VOD Offer (Germany) - Erotic-Lounge[26]
- Best German Movie - "Höhenrausch"[26]
- Best Amateur Community - MyDirtyHobby[26]
- Best Cam Site - Bongacams[26]
- Best Innovation Product - Silk'n[26]
- Best VR Actress - Eveline Dellai[26]
- Best Cam Girl - Tamara Milano[26]
- Best Actor - Marcello Bravo[26]
- Best MILF - Texas Patti[26]
- Newcomer Shootingstar 2019 - Fiona Fuchs[26]
- Best Amateur Girl - Hanna Secret[26]
- Best Series - German Scout[26]
- Best Actress Europe - Julia de Lucia[26]
- Best Actress International - Little Caprice[26]
- Most Creative Venus Reporter - Aaron Troschke[26]
- Best Erotic Product - Erotische-Hypnose[26]
- Best Erotic Flavour - Bang Juice[26]
- Best Newcomer Marketing and Management Agency - Porn Agent[26]
- Lifetime Award - Captain John[26]

### 2022 Venus Award
- Best Content Creator Platform - FAVYD (OnlyFans, Mym)
- Best Erotic Portal: SEXWELT24.de (C-Date, Joyclub)
- Bester Gesundheitsartikel: Starmedic (Durex Kondome)
- Best Healt Articles: Erotic-lounge.com (DorcelVision.com, Nightclub.eu)
- Best Newcomer Camsite: Amateur.TV (CherryTV, liveunicorns)
- Best Streaming Plattform: Erotik.com (Spicevids.com, AdultEmpire)
- Best Amateurcommunity: MyDirtyHobby (Amateurcommunity, Big7)
- Best Cam Site of The Year: Bongacams (Fundorado, Stripchat)
- Best Livestream Portal: Stripchat (xlove, Streammate)
- Jury Award Best Soft Erotic Provider: Beate Uhse HD
- Jury Award Best Hypnosis Audio Books: Erotische-Hypnose.com
- Jury Award Best Hypnosis Audio Books Performance: Anike Ekina
- Jury Award Best Erotic Business Agency: VikaModels.com
- Jury Award Best Newcomer Marketing & Management Agency: Pornagent
- Jury award Best Network of Paysites: Letsdoeit
- Jury award Most Popular International Paysite: Brazzers
- Jury award Beste OnlyFans Marketing und Werbeagentur: Agentur Famez
- Jury award Best Webcam Celebrity: Sabien DeMonia
- Jury award für mehr als 10 Jahre außergewöhnliche Leistungen und Einsatz: Lena Nitro
- Juryaward Most Outstanding Production 2022: FFMM straight / queer doggy BJ ORAL orgasm squirting ROYALE
- Best Bimbodoll: Cathy B (Jessy Bunny, Courtney Taylor)
- Best Curvy Model: Lina Love (CurvySecret, Blondie Fesser)
- Best Amateur Newcomerin: FinaFoxy (Maria Gail, Sunny Sin)
- Beste Shootingstar: Layla von Hohensee (Sirena Sweet, Jada Sparks)
- Beste Webcamgirl: Vika Viktoria (InkedBitch, Anja Amelia)
- Best Actor Europe: Melina May (Cherry Kiss, Josy Black)
- Beste Actor International: Mariska-X (Texas Patti, Alexis Crystal)

### 2023 Venus Award
- Best Ott App -Blue Movie
- Best Film Flatrate - Erotic Lounge
- Best Streaming Platform - Erotik.com
- Best Escort Marketplace - Kaufmich
- Best Fan Site - Loyalfans
- Best Livestream Site - Stripchat
- Cam Site of the Year - Bongacams
- Best Amateur Community - Mydirtyhobbit
- Most Popular International Paysite - Brazzers
- Best Actress International - Angela White
- Best Actress - Sirena Sweet
- German Model of the Year -Mina-Babe
- Best Amateur Girl - Jenny Stella
- Best Shooting Star - Sweet Gini
- Best Amateur Newcomer - Layla Von Hohensee
- Best Femdom Pornostar - Cruel Reell
- Best MILF - Cat Coxx
- Best Tatoo Porn Model - Tyra Ride
- Best Film Director - Pussykat & Leyluken
- Gonzo Performer of the Year - Sabien De Monia